# Vadim Virny
Vadim Aleksandrovitsj Virny (Charkov, 1965) is een in de Oekraïense sovjetrepubliek opgegroeide en in Duitsland woonachtige internationaal grootmeester dammen. 
Hij werd internationaal bekend met zijn 2e plaats in het wereldkampioenschap 1983, het winnen van het Europees kampioenschap 1983 een maand later en het spelen van de tweekamp om het wereldkampioenschap 1984 met Harm Wiersma. 
Hij legde zich na die bliksemstart van zijn damcarrière toe op zijn werk en verhuisde in 1992 met zijn vrouw, topdamster Elena Altsjoel, naar Duitsland voor een carrière in de IT. 
Hij behaalde sindsdien af en toe nog successen met toernooi-overwinningen in open zomertoernooien en het Duits kampioenschap en nam voor diverse clubs deel aan de Nederlandse damcompetitie. 

## Resultaten in (inter)nationale kampioenschappen

### Jeugdkampioenschappen
Hij eindigde in het wereldkampioenschap junioren 1979 in Sneek op de 3e plaats (achter Jevgeni Skliarov en Anatoli Weltman) en werd in 1981 in Brussel wereldkampioen door in het toernooi inder andere de Nederlanders Eran Binenbaum en Gérard Jansen (die als 3e en 4e eindigden) ) voor te blijven en in de barrage om de titel Aleksandr Dybman met 9-3 te verslaan. 
Hij werd in 1981 en 1982 (beide keren voor onder andere Aleksej Tsjizjov) juniorenkampioen van de Sovjet-Unie. 

### Kampioenschap van de Sovjet-Unie
Hij eindigde in het kampioenschap van de Sovjet-Unie op de 2e plaats in 1983 (achter Aleksandr Dybman) en 1985 (achter Nikolaj Misjtsjanski), de (met Aleksandr Schwarzman) gedeelde 2e plaats in 1989 (achter Alexander Baljakin), de 3e plaats in 1982 en de gedeelde 3e plaats in 1988.

### Duits kampioenschap
Hij werd 10x Duits kampioen: jaarlijks in de periode 2008-15, 2017 en 2018. 

### Europees kampioenschap
Hij nam 6 keer deel aan het Europees kampioenschap met de volgende resultaten: 
| Jaar | Locatie     | Klassering | Score | W-R-V |
| ---- | ----------- | ---------- | ----- | ----- |
| 1983 | Deventer    | Goud       | 11-19 | 8-3-0 |
| 1987 | Moskou      | Zilver     | 13-22 | 9-4-0 |
| 2008 | Tallinn     | 4e         | 9-12  | 3-6-0 |
| 2010 | Murzasichle | 5e*        | 9-12  | 3-6-0 |
| 2012 | Emmen       | 15e        | 9-11  | 3-5-1 |
| 2014 | Tallinn     | 31e        | 9-10  | 1-8-0 |

- goed voor plaatsing voor het wereldkampioenschap 2011

### Wereldkampioenschap
Hij speelde 4 toernooien (en 1 zonetoernooi waarin hij zich niet plaatste) en 1 match om het wereldkampioenschap met de volgende resultaten: 
| Jaar | Locatie            | Klassering                  | Score               | W-R-V  |
| ---- | ------------------ | --------------------------- | ------------------- | ------ |
| 1983 | Amsterdam          | 2e                          | 14-17               | 3-11-0 |
| 1984 | Moskou / Rotterdam | gelijk zonder titel         | 20-20 tegen Wiersma | 1-18-1 |
| 1984 | Dakar              | ged. 4e                     | 19-22               | 3-16-0 |
| 2007 | Hardenberg         | 3e in zonetoernooi Korbach* | 7-11                | 4-3-0  |
| 2011 | Emmeloord / Urk    | 8e                          | 19-21               | 2-17-0 |
| 2017 | Tallinn            | 11e                         | 11-9                | 2-9-0  |

- niet goed voor plaatsing voor de finale

### Overige toernooien
Hij heeft in Nederland regelmatig open zomertoernooien gespeeld en won daarbij Nijmegen Open in 1989 en 2002, Brunssum Open in 1989 en The Hague Open in 1997. 